# Fétuine

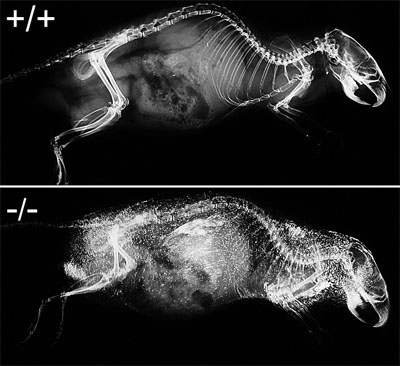
Radiographie d'une souris déficiente en fétuine-A (-/-) comparée à une souris de type sauvage (+/+). Les points lumineux de la souris déficiente en fétuine-A indiquent des lésions calcifiées dans tout le corps.

Les fétuines sont des protéines plasmatiques appartenant à la superfamille des cystatines (inhibitrices des protéases à cystéines). Dans le sang où elles sont sécrétées, ces protéines agissent comme protéines porteuses, un groupe important de protéines sanguines qui lient, transportent et assurent les équilibres d'une large variété de substances dont les médicaments, les hormones, les acides gras, vitamines,…. La plus connue de ces protéines porteuses est l'albumine, la protéine la plus abondante dans le plasma sanguin d'animaux adultes alors que dans le sang fœtal, c'est la fétuine qui est la plus abondante d'où son origine latine "fetus". Chez le rongeur, elles sont majoritairement produites par le foie, dans une moindre mesure les reins et la langue.Les poumons et les ovaires pourraient également les produire . De récentes données suggèrent également une production par le tissu adipeux, organe possédant une forte activité endocrine. 
Les fétuines sont les premières alpha-globulines à apparaître dans le sérums des mammifères pendant le développement embryonnaire et sont parmi les protéines sériques dominantes durant les premiers stades de l'embryon, d'où le nom « fétuine » (de fœtus). Elles réapparaissent dans le sérum des adultes à l'occasion de certains états pathologiques (principalement le carcinome hépatocellulaire). Elles peuvent également être élevées dans le liquide amniotique et le sérum maternel pendant la grossesse, lors d'une anencéphalie fœtale.

## Fonctions
- Puissant inhibiteur de la précipitation phosphocalcique au sein de la paroi vasculaire, avec alors formation d'un complexe fétuine-hydroxyapatite.
- Elles sont retrouvées également dans la matrice non collagénique de  l'os.
- Inhibiteur du TGFbêta. Des études in vitro ont montré que cette protéine inhibait l'ostéogénèse dans un modèle de culture cellulaire de moelle osseuse[3].
- Un déficit en fétuine a par ailleurs été décrit au cours de l'insuffisance rénale et pourrait expliquer en partie les calcifications vasculaires[4].
- La fétuine existerait sous deux formes : une de celles-ci serait impliquée dans la formation des cristaux de calcium, à l’origine des calculs rénaux[5].